# Papež Damaz I.
Damaz I. je bil rimski papež Rimskokatoliške cerkve. * 304 n. št. v  Idanha-a-Nova, Luzitanija, Španija (sedaj Portugalska); ali Rim (Italija, Zahodno Rimsko cesarstvo); † 11. december 384, Rim.
Pokopan je na Via Ardeatina v bližini Domitilinih katakomb v Rimu. 

## Življenjepis

### Mladost
Večina virov meni, da se je Damaz rodil v rimski provinci Španiji  v kraju Idanha-a- Velha ali Guimarães. Po materini smrti je prišel z očetom v Rim, kjer je bil kot nadarjen mladenič deležen vsestranske verske in znanstveno-umetniške izobrazbe. V tem je tako napredoval, da ga smemo šteti med najbolj pobožne in sposobne može svoje dobe. Posvečen je bil v diakona in je spremljal Liberija v izgnanstvo Trakijo, kamor ga je poslal cesar Konstancij. Leta 355 je postal arhidiakon mesta Rim.

### Protipapež Ursin
Po Liberijevi smrti je manjša skupina, ki je nasprotovala spravljivemu Liberijevemu stališču do padlih , izvolila diakona Ursina za protipapeža.. Za škofa ga je posvetil tiburski škof Pavel. Za svoj sedež si je izbral cerkev Santa Maria in Trastevere, večinski papež pa Lateransko baziliko. Damaza je posvetil v škofa ostijski škof v Lovrenčevi baziliki. Ursin je poskušal od večine izvoljenega Damaza z vsemi sredstvi spodriniti. To je povzročilo nevaren upor in pravo državljansko vojno. Prišlo je celo do medsebojnih spopadov, ki jih Damaz ni mogel preprečiti. Nasprotniki so se spopadali po ulicah in celo po cerkvah je tekla kri. V Licinijevi baziliki je bilo tako ubitih 137, večinoma Ursinovih ljudi. Damaz se je zaradi preteče smrtne nevarnosti skrival po katakombah. 
Zapovedal je javne molitve v čast mučencem ter zlasti Lovrenčevi in Feliksovi priprošnji je pripisoval svojo končno rešitev in zmago ter tudi umiritev razmer. 

Damaza je to hudo prizadelo. Bolj kot izguba papeškega položaja, čeprav je bil zakonito izvoljen, ga je skrbelo, da lahko iz tega nastane splošen razkol. Prostovoljno je hotel odstopiti tekmecu papeški sedež in živeti nekje v samoti. Dobronamerni prijatelji pa tega niso sprejeli in so se obrnili na cesarja Valentinijana I. Rimski župan Juvencij je Ursina in njegove najbolj vnete privržence izgnal iz mesta. Medtem so se drugi skrivali iz strahu pred ljudstvom po pokopališčih. Preostalim v Rimu je papež iz srca odpustil brez trohice maščevalnosti. Kljub temu so nekateri pod vplivom Ursinovih spletk hoteli še naprej škodovati Damazovemu ugledu.  Damaz je dovolil, da se je Ursin vrnil v mesto Rim, kjer pa je nadaljeval hujskanje. Zato ga je prefekt Pretekstat dokončno izgnal v Galijo, od koder je pozneje prišel v Milano, kjer se je pridružil arijancem. 

### Rimski sinodi
Spreobrnjeni in zopet odpadli jud Izak je Damaza obtožil hudega zločina, zato se je slednji moral zagovarjati pred mestnim prefektom. Klerike, ki so bili poklicani za priče, so celo mučili. Da se to ne bi ponovilo, je sklical Rimski sinodi 368 in 369, kjer so sklenili, da morajo državni uslužbenci upoštevati določbe cerkvenega sodišča in z njim sodelovati.Na tej sinodi se je Damaz zavzel tudi za to, da bi Cerkev lahko sama, svobodno, brez zunanjih vplivov volila papeža, kar je cesar tudi potrdil. Prav tako je cesar potrdil papeževo najvišjo sodno oblast nad vsemi škofi in metropoliti Zahoda ter njegovo pristojnost v verskih in moralnih vprašanjih.
Prepovedali so izvrševanje škofovske službe panonskima škofoma Urzaciju in Valensu, ker sta zopet padla v arijanstvo. Obsodili so tudi hereziji škofov Makedonija in Luciferja.

### Vesoljni cerkveni zbor v Konstantinoplu 381
Da bi utrdil versko edinost v Cerkvi, je cesar Teodozij Veliki sklical vesoljni cerkveni zbor v Konstantinoplu 381. Pod predsedovanjem Gregorja Nazianškega so obsodili celo vrsto herezij: evnomianizem, sabelijanizem, focijanizem in apolinarijanizem. Potrdili so sklepe prvega nicejskega koncila in poudarili božanstvo Svetega Duha. Obrazec veroizpovedi, ki ga je sprejel Prvi koncil v Konstantinoplu (drugi vesoljni cerkveni zbor), nicejsko veroizpoved, je še danes skupen vsemu Zahodu in tudi ločenim Cerkvam Vzhoda. V katoliški Cerkvi je vključen v sveto mašo.
Ko pa je prevzel predsedstvo zbora Nektarij, so sprejeli 2. kanon, po katerem je »carigrajski škof po imenitnosti takoj za rimskim, kajti Carigrad je novi Rim.« Tega kanona papež ni potrdil, saj si mu ga niso upali poslati v podpis.

## Dela
- Damaz je uvedel ob koncu psalmov vzklik v čast sveti Trojici: »Slava Očetu in Sinu in Svetemu Duhu, kakor je bilo v začetku, tako zdaj in vselej in vekomaj. Amen.«

- Zapuščene in propadajoče katakombe je na novo uredil, zlasti papeško grobnico in grobove mučencev.
- Spesnil je številne pohvale v latinščini, ki so jih napisali na grobove mučencev v rimskih katakombah. Napise je na marmorne plošče vklesal kamnorezec Filokal z Damazovimi črkami.
- Na novo je zgradil baziliko svetega Lovrenca, v kateri je prejel škofovsko posvečenje. Baziliko svete Anastazije je dal poslikati, na Via Ardeantina pa je dal zgraditi novo cerkev. [13]

### Sveti Hieronim prevaja Sveto pismo
Najlepši spomenik si je postavil papež Damaz I. s svojo skrbjo za novejši in boljši prevod Svetega pisma v latinščino. 
Na njegovo pobudo je papežev tajnik in prijatelj sveti Hieronim pripravil nov latinski prevod Svetega pisma. Nekatere dele je popravil na temelju prevoda Septuaginta, druge po grškem in hebrejskem izvirniku; nekatere dele je na novo prevedel. Hieronimov prevod se je splošno razširil in ga poznamo danes pod imenom Vulgata (Ljudski, Poljudni prevod Svetega pisma). Že od Damaza naprej je Cerkev uporabljala Hieronimov prevod. Od Tridentinskega do Drugega vatikanskega koncila je Vulgata veljala celo za uradni cerkveni prevod, ki se je uporabljal tudi pri sveti maši, v brevirju in drugod. 

## Smrt in češčenje
Papež Damaz je umrl  11. decembra 384 v Rimu. Pokopan je na Via Ardeatina v bližini Domitilinih katakomb v grobnico, ki jo je dal sezidati zase, za svojo mater Lavrencijo in sestro Ireno. Pozneje so njegove ostanke prenesli v Palazzo della Cancelleria, v cerkev San Lorenzo in Damaso, ki jo je dal zgraditi.

## Galerija slik
- Damazova razlaga 22. poglavja 1. Mojzesove knjige: Abraham daruje sina Izaka.
- Sveti Hieronim razlaga nekatere detajle iz Izaijeve knjige.
- Sveti Hieronim Damazu - Codex Beneventanus.
- Hieronimov prevod Svetega pisma v latinščino se je tako razširil, da se ga je prijelo ime Vulgata.
- Peter Paul Rubens: Sveti Hieronim s kardinalskim klobukom, ker je bil papežev sodelavec.
- Domenico Ghirlandaio: cerkveni oče Hieronim je bil  Damazov  tajnik in sodelavec.